# 絞技

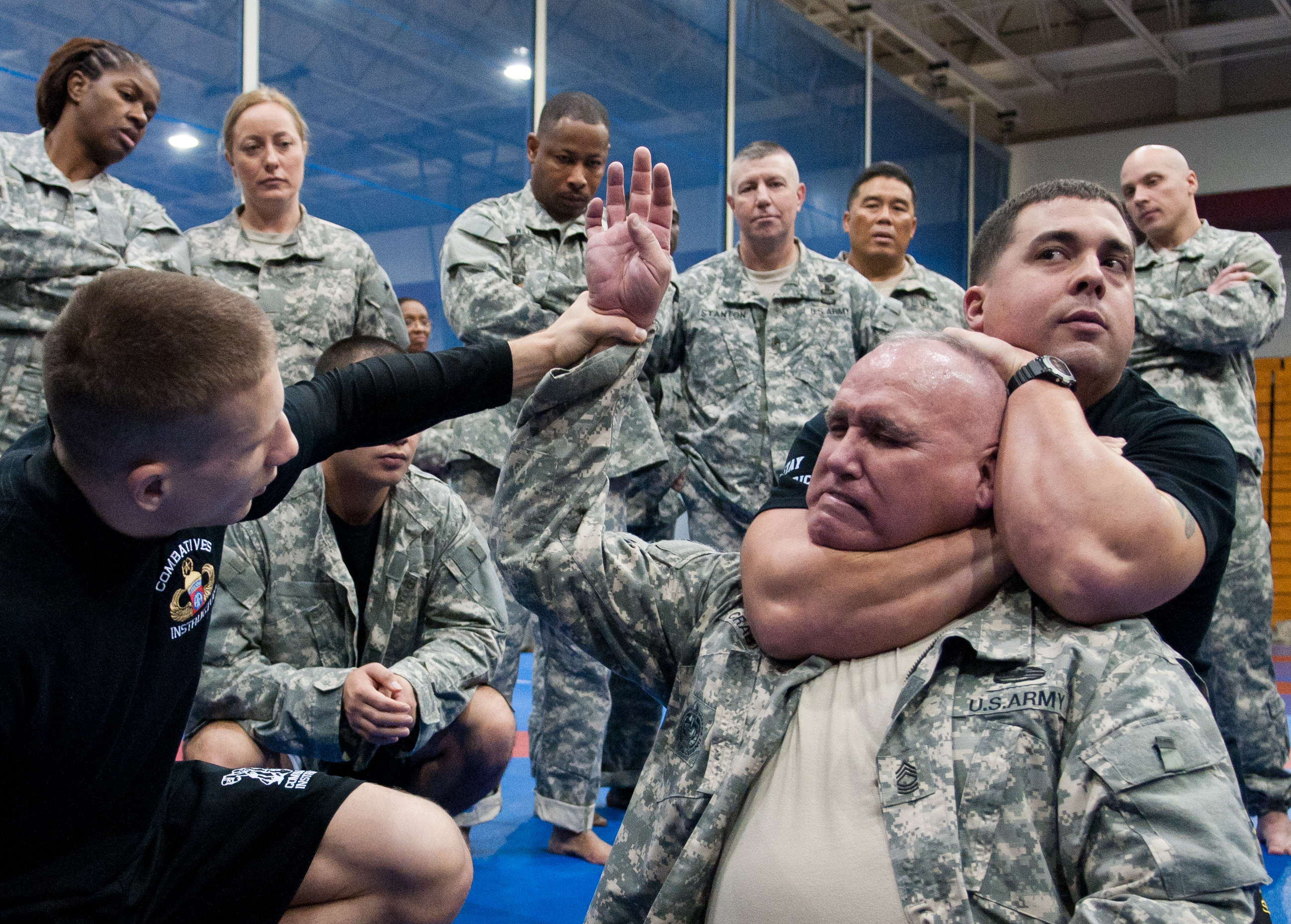
学习裸绞的美军士兵

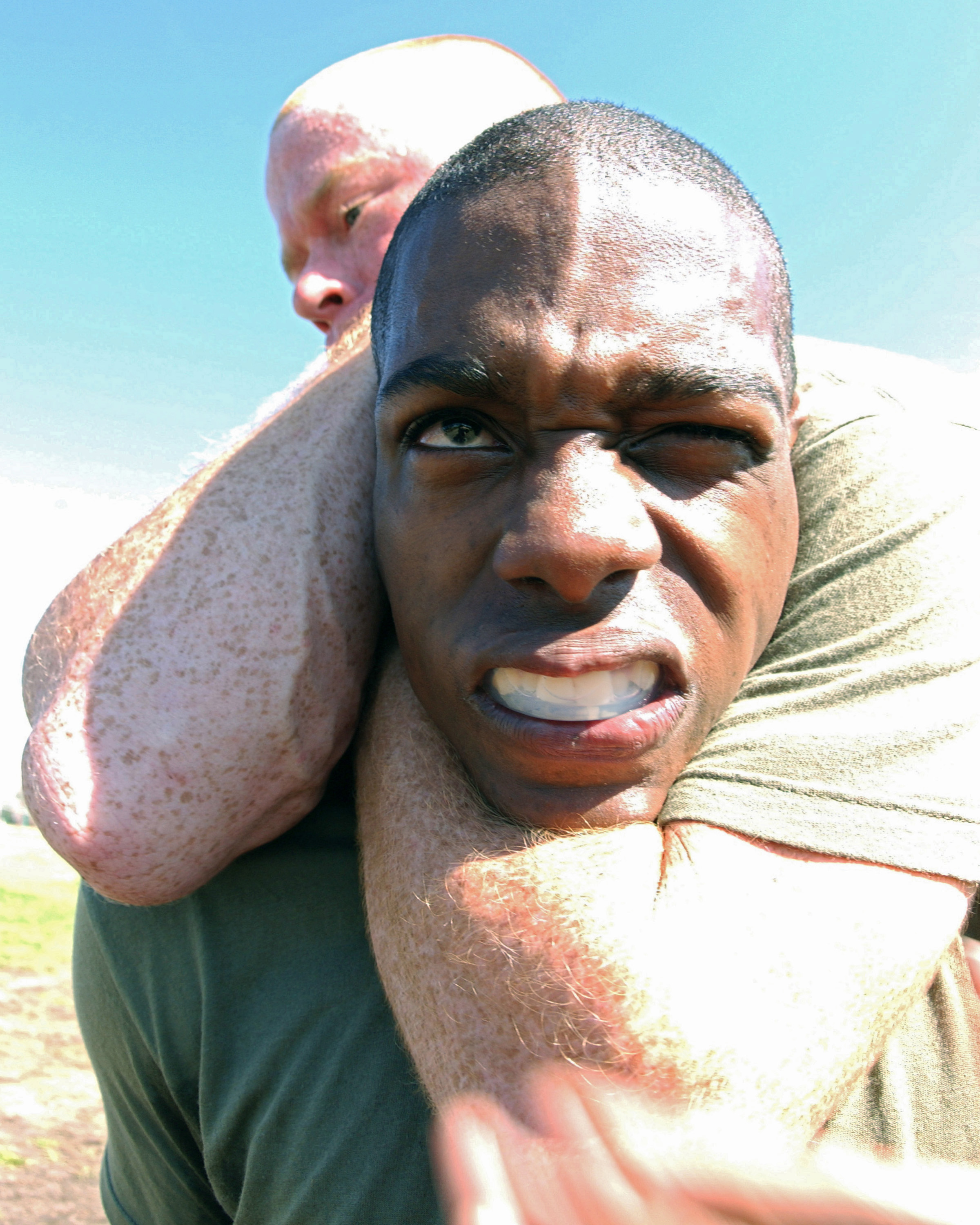

绞技，也称锁喉、掐脖、裸绞，指從人身后用一隻手的手臂缠住其咽喉，手肘放在對方下巴下面，再兩隻手搭在一起，造成對方咽喉被勒緊，進而压迫对方颈部呼吸道或血管，减少或防止空气或血液通过。呼吸道和血管可能同時被壓迫，也可能只有一種被壓迫，具体取决于所使用的鎖喉方式和受害者的反应。由於對方咽喉被卡，而此時若用力壓迫對方颈动脉或继续抱住对方，只需數秒就會致使流向大腦的血液停止流動，對大腦來說，血液或氧氣的缺乏往往会导致昏迷、窒息甚至死亡。虽然使对手失去意识或窒息所需的时间可能不同，但平均只需9秒就能讓對方窒息。
绞技是一种擒拿格斗技术，用于武术、搏击运动、自卫、执法和军事徒手格斗。。
使用杠杆原理的擒拿技巧如裸绞在多数情况下比直接用手掐高效，因为后者通常需要很大的力量差距才行。